# Westensee
Westensee är en Gemeinde i Kreis Rendsburg-Eckernförde i det tyska förbundslandet Schleswig-Holstein. Westensee, som är beläget 16 kilometer från Kiel, har cirka 1 545 invånare (2023).
Kommunen ingår i kommunalförbundet Amt Achterwehr tillsammans med ytterligare sju kommuner.